# 幻蜥属
幻蜥（学名：Eidolosaurus）是沧龙科的一个属，生存于晚白垩世的斯洛文尼亚。该属由诺普乔·费伦茨於1923年確認化石命名，模式種為特氏幻蜥（Eidolosaurus trauthi）。